# (13908) Wölbern
(13908) Wölbern est un astéroïde de la ceinture principale.

## Description
(13908) Wölbern est un astéroïde de la ceinture principale. Il fut découvert le 2 septembre 1978 à La Silla par Claes-Ingvar Lagerkvist. Il présente une orbite caractérisée par un demi-grand axe de 2,21 UA, une excentricité de 0,14 et une inclinaison de 4,1° par rapport à l'écliptique.

## Compléments